# Мравчена киселина
Мравчената киселина (систематично наименование метанова киселина) е най-простата карбоксилна киселина. Нейната формула е CH2O2 или HCOOH.
В природата тя се отделя при ужилване или ухапване от редица насекоми от разред Ципокрили като пчелите и мравките. Тя е и важен продукт на двигателите с вътрешно горене, използващи за гориво метанол (и етанол, когато е замърсен с вода), смесени с бензин. Химическо съединение като сол от неутрализацията на мравчена киселина с основа или естер, производен на мравчената киселина, се нарича „формиат“ (или „метанат“). Формиатният йон има формула HCOO−.

## Свойства
Мравчената киселина е разтворима във вода и в повечето полярни органични разтворители и е донякъде разтворима във въглеводороди. Във въглеводороди и когато е във вид на пара, молекулите ѝ не остават в свободно състояние, а се образуват водородно свързани димери. В газово състояние това водородно свързване води до сериозни отклонения от закона на идеалния газ. Течната и твърдата мравчена киселина се състоят на практика от безкрайна мрежа от молекули, свързани с водородни връзки.
Много от свойствата на мравчената киселина не се различават от тези на другите карбоксилни киселини, въпреки че при нормални условия тя не би образувала нито ацил хлорид, нито анхидрид. Всички опити да се получи която и да е от тези производни са водили до получаване на въглероден оксид вместо очакваното. Сега е разкрито, че анхидридът може да се получи от реакция на формилфлуорид с натриев формиат при -78 °C, а хлоридът – чрез преминаване на хлороводород през разтвор от 1-формимидазол в монохлорметан при -60 °C. Топлината също може да накара мравчената киселина да се разпадне до въглероден оксид и вода. Мравчената киселина притежава и някои от редуктивните свойства на алдехидите.
Мравчената киселина е уникална между карбоксилните киселини по способността си да участва в реакции на добавяне с алкени. Мравчената киселина и алкените лесно реагират и образуват формиатни естери. В присъствие на определени киселини като сярна и флуороводородна, обаче настъпва един вариант на реакцията на Кох и мравчената киселина се съединява с алкена, за да образува по-дълга карбоксилна киселина.
Повечето прости формиати са разтворими във вода.

## История
Още през 15 век някои алхимици и натуралисти забелязват, че мравуняците отделят киселинна пара. Първият, описал изолирането на това вещество (чрез дестилация на големи количества мъртви мравки) е английският натуралист Джон Рей през 1671 г. Мравките отделят мравчена киселина за нападение или защита. Мравчена киселина е синтезирана за първи път от циановодородна киселина от френския химик Жозеф Гей-Люсак. През 1855 г. друг френски химик, Марселен Бертло, разработва синтез от въглероден монооксид, който е подобен на използвания днес.
В химическата промишленост мравчената киселина дълго е смятана за химическо съединение с малко промишлено значение. В края на 60те години на миналия век, обаче, като страничен продукт от производството на оцетна киселина се получават значителни количества мравчена киселина. С увеличаващата се употреба като консервант и антибактериално средство във фуражи, днес тя се произвежда самостоятелно.

## Производство
Значителни количества мравчена киселина се произвеждат като страничен продукт при производството на други химикали, особено оцетна киселина. Това производство обаче не е достатъчно за да отговори на сегашното търсене на мравчена киселина и се налага мравчена киселина да се произвежда и самостоятелно.
Когато се смесят метанол и въглероден монооксид в присъствието на силна основа, се получава призводният на мравчената киселина метилформиат по химическото уравнение
CH3OH + CO → HCOOCH3
В промишлени условия тази реакция се провежда в течна фаза при повишено налягане. Типични условия за нея са 80 °C и 40 atm. Най-широко използваната основа е натриев метоксид. Мравчена киселина се получава след хидролиза на метилформиата:
HCOOCH3 + H2O → HCOOH + CH3OH
Пряката хидролиза до метанол, обаче, изисква големи допълнителни количества вода, за да се изпълнява ефективно и поради това някои производители я изпълняват по непряк път, реагирайки първо метилформиата с амоняк, за да получат формамид и след това хидролизирайки формамида със сярна киселина, за да получат мравчена киселина:
HCOOCH3 + NH3 → HCONH2 + H2O
HCONH2 + H2O + ½H2SO4 → HCOOH + ½(NH4)2SO4
Тази технология си има недостатъци, особено с реализацията на страничния продукт амониев сулфат, така че неотдавна някои производители разработват енергийно-ефективни методи за разделяне на мравчената киселина от големите количества вода, използвани при пряката хидролиза. При един от тези процеси, използван от BASF, мравчената киселина се отделя от водата чрез течна екстракция с органична основа.

## Употреба
Основната употреба на мравчената киселина е като консервант (E236) и антибактериално средство във фуражи за селскостопански животни. Когато се напръска върху прясно сено или друг фураж, тя спира известни процеси на гниене и така фуражът запазва хранителната си стойност по-дълго, поради което се използва широко за запазване на зимните фуражи за едър рогат добитък. В птицевъдството тя понякога се добавя към фуража, за да убие бактериите салмонела. Други употреби:
- Пчеларите използват мравчена киселина за акарицид срещу акара Varroa destructor.
- Тя има известно значение в текстилната промишленост и при щавенето на кожа.
- Някои формиатни естери са изкуствени ароматизатори за парфюми.
- Тя е активната съставка на някои марки домакински почистващи препарати за котлен камък.

В органичния синтез мравчената киселина често се използва като източник на хидриден йон. Известни примери за това приложение са реакцията на Ешвайлер-Кларк и реакцията на Лойкарт-Уолах. Мравчената киселина се използва като източник на водород също в трансфернмото хидрогениране.
Лабораторно приложение на мравчената киселина е като източник на въглероден монооксид, който се освобождава чрез прибавяне на сярна киселина. Мравчената киселина е и източник на формилна група например във формилацията на метиланилина до N-метилформанилид в толуена
Перспективни са и горивните клетки, които използват модифицирана мравчена киселина.